# Fontaine-la-Guyon

Fontaine-la-Guyon este o comună în departamentul Eure-et-Loir, Franța. În 1 ianuarie 2022 avea o populație de 1.675 de locuitori.